# Saint-Romain-de-Benet
Saint-Romain-de-Benet is een gemeente in het Franse departement Charente-Maritime (regio Nouvelle-Aquitaine). De plaats maakt deel uit van het arrondissement Saintes. Saint-Romain-de-Benet telde op 1 januari 2022 1.777 inwoners.

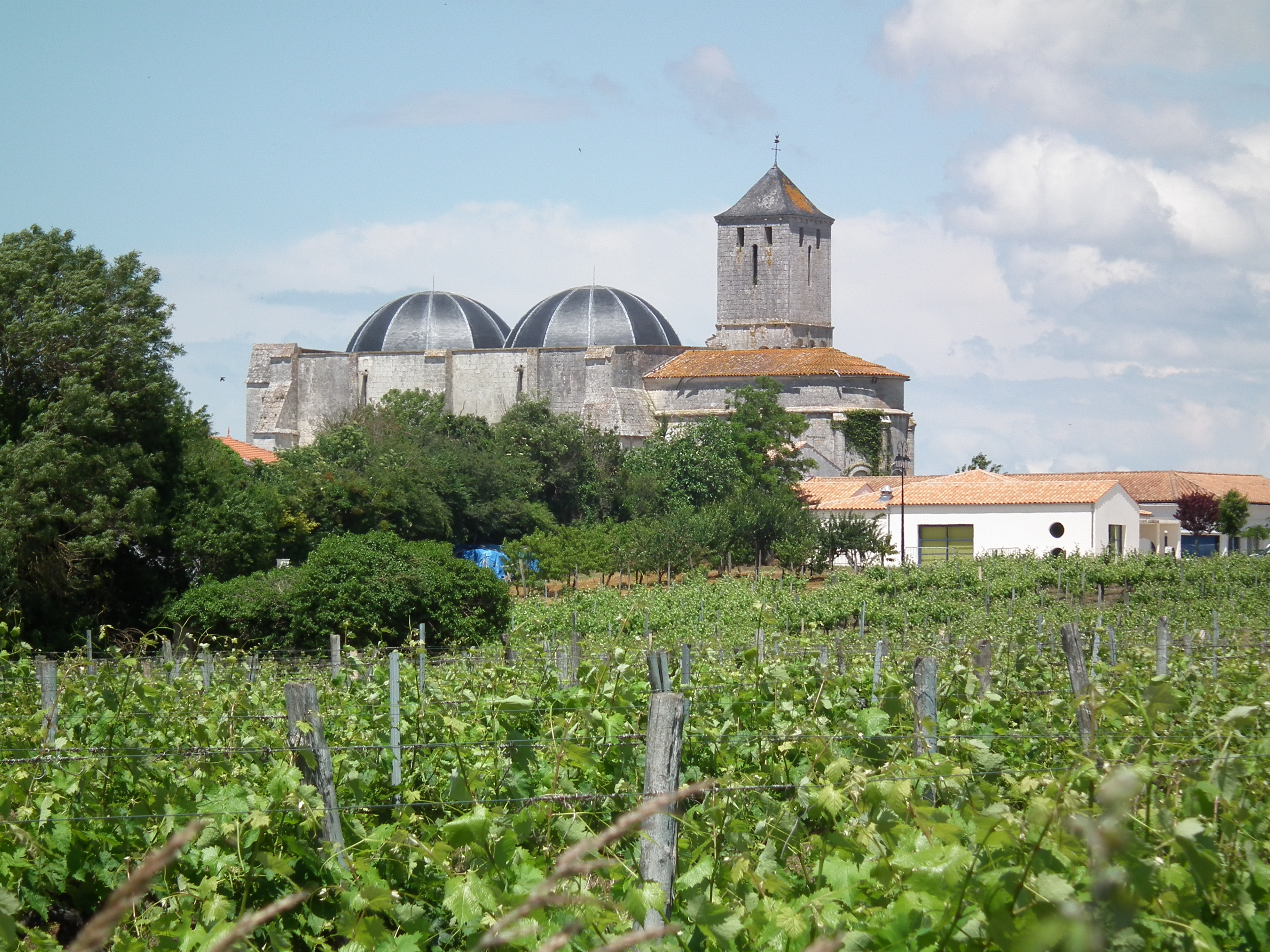
Saint-Romain-de-Benet
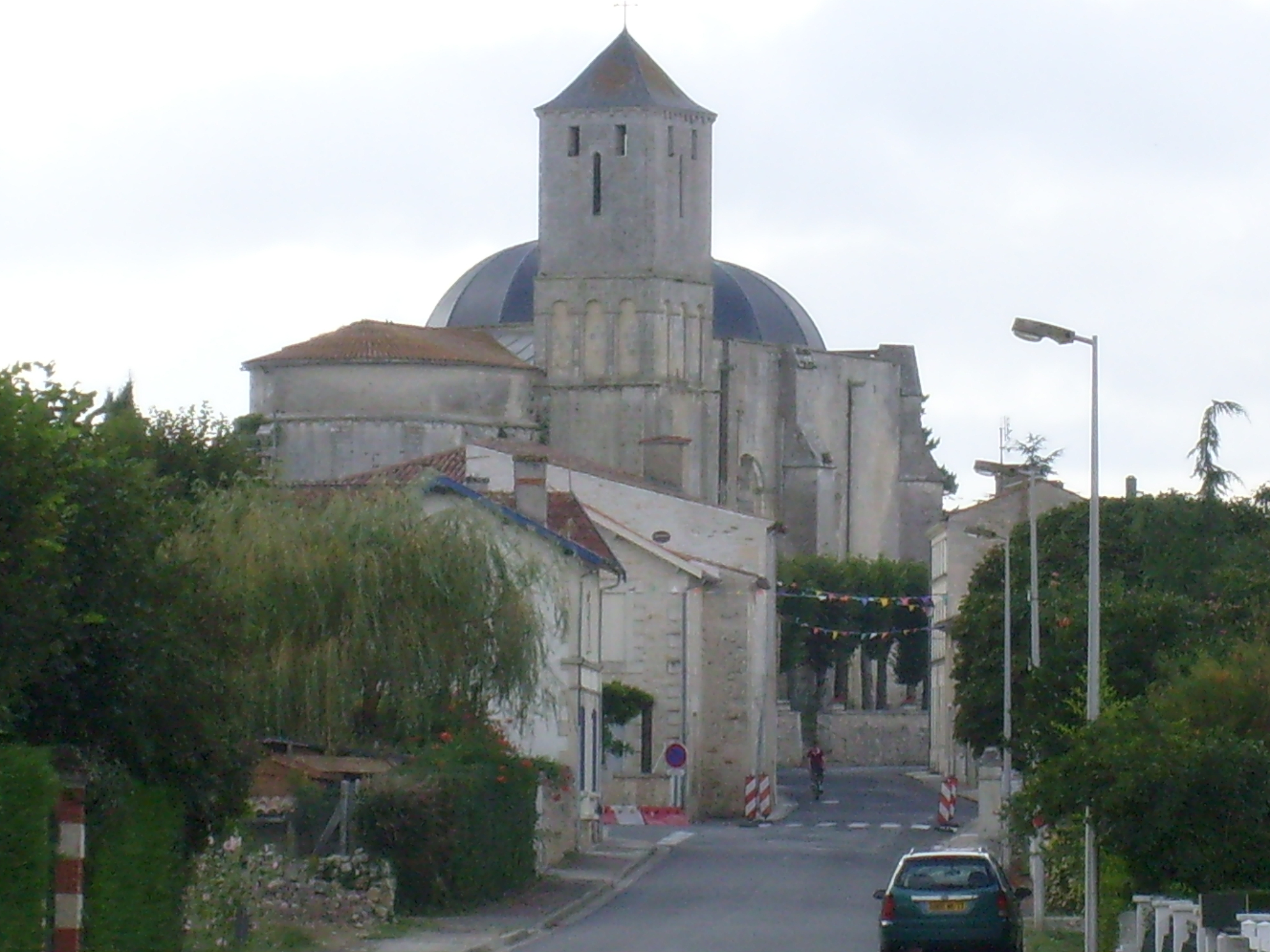
Centrum van Saint-Romain-de-Benet
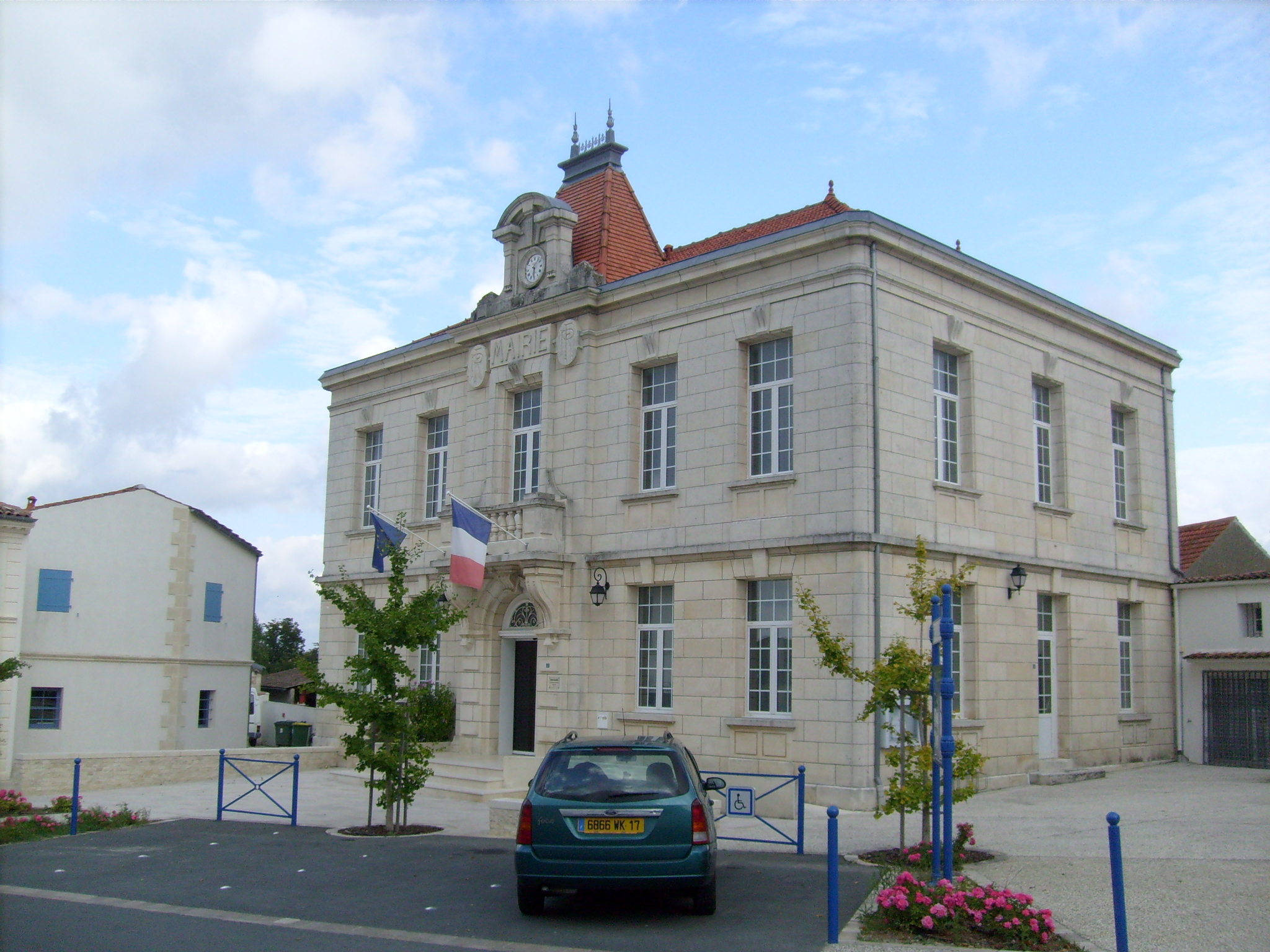
Gemeentehuis

## Geografie
De oppervlakte van Saint-Romain-de-Benet bedroeg op 1 januari 2022 32,78 vierkante kilometer; de bevolkingsdichtheid was toen 54,2 inwoners per km².
De onderstaande kaart toont de ligging van Saint-Romain-de-Benet met de belangrijkste infrastructuur en aangrenzende gemeenten.

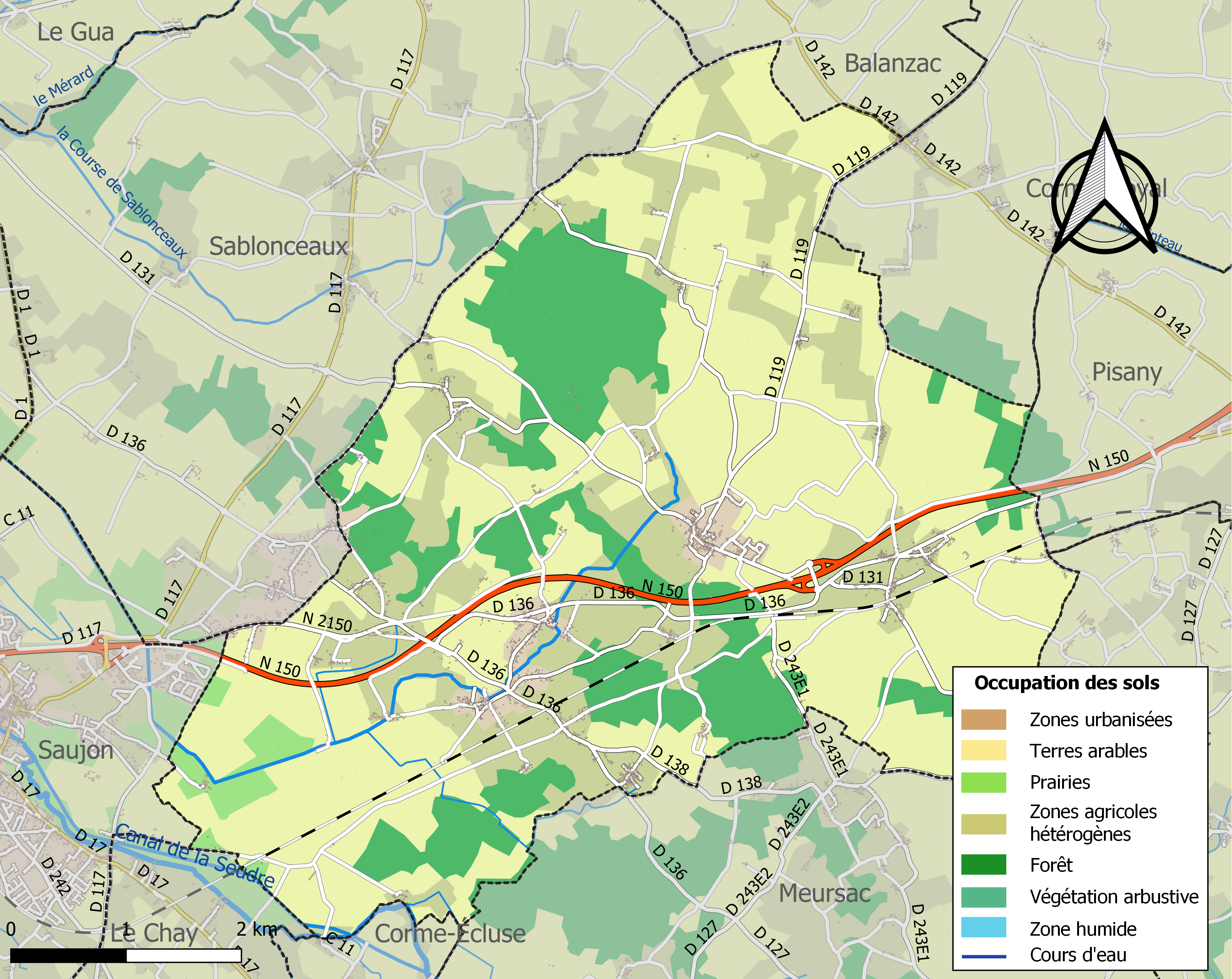

## Demografie
Onderstaande figuur toont het verloop van het inwonertal (bron: INSEE-tellingen).